# Naach
Naach (hindi नाच, urdu ناچ, tłumaczenie dosłowne "Taniec") – indyjski dramat miłosny wyreżyserowany w 2004 roku przez Ram Gopal Varma (autora Rangeela. Sarkara, Satya, Company i Cichy 2007). W rolach głównych Abhishek Bachchan, Antara Mali i Riteish Deshmukh.

## Fabuła
Bombaj. Bezrobotny aktor Abhinav (Abhishek Bachchan) marzy o sławie i pieniądzach, ale nikt nie chce go zatrudnić, bo w bollywoodzkich filmach aktor powinien też umieć dobrze tańczyć. Przypadkowo spotkana w autobusie zamknięta w sobie Rewa (Antara Mali) pomaga mu rozwiązać ten problem. Rewa jest tancerką dążącą do tego, aby ktoś dał szansę na przedstawienie dziwnej niepodobnej do innych choreografii. Nauka tańca zbliża ich, ich przyjaźń przemienia się z czasem w miłość. Próbą dla ich uczucia okazuje się sytuacja, gdy Abhinav staje się gwiazdą. Zdobywa upragnioną sławę i pieniądze. Chce pomóc Rewie, ale ona dumnie odmawia. Uważa, że się nie rozumieją. Jemu chodzi o sławę, jej o wyrażenie siebie w sztuce. Rewa nie chce iść na żadne kompromisy, chce realizować w filmie takie sceny tańca, jakich dotychczas nie było, do jakich widz jest nieprzyzwyczajony. I znajduje człowieka, który umie docenić jej talent. Reżyser Diwakar (Riteish Deshmukh) zachwyca się nie tylko jej tańcem, ale i nią samą jako kobietą.

## Obsada
- Abhishek Bachchan – Abhinav
- Antara Mali – Reva
- Riteish Deshmukh – Diwakar